# Conognatha germaini
Conognatha germaini es una especie de escarabajo del género Conognatha, familia Buprestidae. Fue descrita científicamente por Théry in Hoscheck en 1934.